# 정자지
정자지(鄭子芝, ? - ?)는 조선 전기, 중기의 문신, 음악가이다. 본관과 출신 가계에 대한 자료는 미상이다. 임숭재가 경상도에 부임했을 때 종사관으로 같이 간 일을 계기로 그의 측근이 되었다. 중종반정 직후에는 정국원종공신 1등에 책록되었다.
박연 외에도 무풍부정 이총 등과 함께 당대에 아악(雅樂)을 잘 아는 인물로 지목되었다.

## 생애
출생년대 및 본관과 출신 가계에 대한 자료, 사승관계에 대한 자료는 미상이다. 1496년(연산군 2) 1월 1일 석보수(石保守)로부터 무풍정 허함(茂豊正 許王+咸)·정자지(鄭子芝) 등이 기생을 데리고 잔치놀이를 했다는 보고를 받은 승정원의 탄핵을 받았지만 연산군이 이를 무마시켰다. 이후 해주 판관(海州判官)으로 부임, 1503년(연산군 3년)의 황해도관찰사 유빈(柳濱)의 근무성적 보고에 의하면 '해주 판관(海州判官) 정자지(鄭子芝)는 공사(公事)에 부지런하여, 폐지 방치된 일을 다시 거행하되 백성의 힘을 번거롭게 하지 않는다 (海州判官鄭子芝勤於奉公, 修擧廢墜, 不煩民力)'는 평을 받았다. 해주판관 재직 시 그는 손님이나 외교관 등의 음식과 묵을 곳을 잘 정리하여 사객을 기쁘게 했다는 칭찬을 들었다.
1503년 11월에는 연산군이 경복궁이 내려다보이는 복세암(福世菴)·인왕사(仁王寺)·금강굴(金剛窟) 및 정자지(鄭子芝) 등 11인의 집을 모두 철거하라 하여 경복궁 입구 근처에 있던 그의 집에 철거되었다.
장악원첨정(掌樂院僉正)으로 재직 중 1505년(연산군 11년) 8월 19일 이전의 근무성적이 십고(十考) 중에서 열개 모두 상(上) 등급을 받은 관원들을 상자(賞資) 규정에 따라 승진시키라는 전교를 받고 승진했다. 바로 연안 부사(延安府使)로 부임하였다. 그해 11월 5일 그가 음률(音律)을 잘 알아 장악원 겸관(掌樂院兼官)으로 있었으며 연방원의 일도 잘 아는데 외임(外任)으로 나갔다는 이유로, 연방원 제조(聯芳院提調) 구수영(具壽永), 신수영(愼守英) 등의 추천을 받았다. 구수영, 신수영은 그를 지방관에서 체차시키고 연방원의 부제조로 등용할 것을 건의, 연산군이 이를 받아들여 다시 내직으로 돌아와 연방원 부제조가 되었다. 그뒤 호군(護軍)으로 전임되었다가 1506년(연산군 12년) 1월 21일 호군으로 형조의 죄인 영치사(罪人領置使)에 임명되어 겸직하였다. 1506년 7월 18일 연방원부제조 신복순(申復淳)과 같이 부제조에서 특별히 제조로 승진, 연방원의 정수 제조(淨袖提調)에 제수되었다.
밀양부사(密陽府使)로 나갔다가, 부사로 재직 중 1506년 중종 반정 직후 정국원종공신 1등에 녹훈되었다.
1507년(중종 2) 12월 25일 전에 해주판관으로 재직 중의 일을 놓고 사간원대사간 남율(南慄)의 탄핵을 받았다. 남율은 그가 해주 판관으로 있을 때 탐오(貪汚)가 너무 심하여 해주 백성들이 그를 원망하며 시구(詩句)를 지어 전파하며 풍자한 것과, 임숭재(任崇載)의 종사관(從事官)으로 경상도에 부임했을 때는 그 지역에서 연산군에게 바칠 미녀와 준마를 경상도에서 뽑아 들이거나 징발한 일, 여러 읍 백성과 아전들을 감옥에 가두도 독촉하여 뇌물을 받고 풀어주는 일, 역마(驛馬)를 사용하여 공공연히 자기 집의 물건을 사적으로 실어나른 일 등을 들어 파직을 청했다. 그러나 중종은 직접 본 일이 아니고, 소문일 수도 있다며 듣지 않았다.
1508년(중종 3) 1월 대사간 남율이 본시 음률(音律)을 해득한 까닭으로 출세했는데, 해주 판관이 되고 후에 채홍준 종사관(採紅駿從事官)이 되어 불법을 제멋대로 행하였기에 전일에 모두 이를 논계(論啓)했다며, 욕심이 많고 더럽다는 이유로 그를 탄핵하였지만 왕이 듣지 않았다. 거듭된 사간원의 탄핵으로 1508년 5월 29일 왕명으로 연안부사 임호(任浩)와 함께 파직되었고, 바로 투옥되었다.
그해 6월 왕후로 추숭된 폐비 윤씨의 추숭의 폐지를 논할 때, 당시 가자받은 이종손(李終孫), 송자강(宋自剛), 김극괴(金克愧), 최귀수(崔龜壽), 정원(鄭源) 등 6인, 환관(宦官) 3인과 함께 폐비 윤씨 추숭으로 가자된 일이 문제가 되기도 했다. 7월 3일 석방의 명을 받았다. 7월 5일 대간에서 그의 석방을 문제삼았으나 왕이 듣지 않았다. 7월 6일에는 사헌부장령 김철문(金綴文)이 이를 문제삼았지만 왕이 듣지 않았다. 대간의 거듭 탄핵을 받았으나 중종이 이를 거절하고 17일까지 매일 이를 논계했다. 7월 17일 사헌부에서 정자지, 임호 및 관련자들을 석방하지 않는다는 이유로 중종이 승정원에 전교해서 석방하게 했다.
1509년 6월 충훈부 경력 겸 장악원첨정이 되었다가 대간이 전에 해주 판관(海州判官)으로 재임할 때 그가 불법을 많이 행하여 파면되었다며 반대했지만 왕이 듣지 않았다. 6월 27일부터 대간에서 그를 계속 탄핵했지만 왕이 듣지 않았다. 1514년(중종 9) 1월 6일 문천군수(文川郡守)에 임명되었다가 대간의 탄핵알 받았지만 중종이 이를 듣지 않았다. 1월 12일 체직되었다. 1519년(중종 14) 장악원 겸첨정이 되었다가 다시 장악원 실첨정으로 제수되자 대간이 이를 반대하였다. 그해 장악원의 율려습독(律呂習讀)이 되었다.

### 사후
경기도 고양군 원당면 주교리(현, 고양시 덕양구 주교동)에 매장되었으며,
그의 묘소 바로 위에는 김남헌(金南獻) 묘와 신부인 안동권씨 묘가 있고, 그 위에는 다시 김시진(金始振) 묘가 정부인 파평 윤씨 묘가 쌍분으로 있으며, 맨 위에는 우금당 김일진(友琴堂 金日晋)의 묘가 있다.

## 같이 보기
- 임숭재
- 장영실
- 신수영
- 구수영